# Qomo Linux
Qomo Linux是由Linux人社区开发的一种社区版本Linux。实际上，Qomo是由红旗Linux赞助的社区Linux。其关系类似于RedHat与Fedora的关系。在红旗Linux的安装程序中提到了“社区版本Qomo”，而且在红旗Linux发行版本6.0中也发现了一些有Qomo Logo的程序。
原名為Everest Linux，2009年7月更名为Qomo Linux。Qomo来源于藏语的“Qomolangma”（珠穆朗玛）。
目前此发行版开始重新维护并发布了新版本4.9.1，未来将发布5.0版。

## 特点
使用了基于RPM套件管理員的yum自動下載安裝管理器，可一次安裝所有關連的軟體包。具有较好的中文支持，以及較活跃的社区支持。

## 版本发布
Qomo 5.0  预计今年发布
Qomo 4.9.1 2015年1月1日发布，此版主要为bug fix版本，修复了几个类似Heartbleed、Shellshock等重大漏洞。添加了搜狗输入法等少量功能性模块

## 外部連結
Linux人（已恢复）